# Madrid (Alabama)
Madrid város az USA Alabama államában, Houston megyében. Lakosainak száma 265 fő (2020. április 1.).

## Népesség
A település népességének változása:
| Lakosok száma | 279  | 303  | 350  | 265  |
|               | 1930 | 2000 | 2010 | 2020 |